# Люткенс, Иоганн Маттиас
Не следует путать с Иоахимом Маттиасом Люткенсом — бургомистром Любека.
Иоганн Маттиас Люткенс (нем. Johannes Matthias Lütkens; 1830—1894) — пастор и богослов; профессор Юрьевского университета.

## Биография
Родился 16 (28) ноября 1829 года в Кастранте, Лифляндской губернии; сын местного арендатора. Обучался сначала в Рижской гимназии (1840—1848), а с 1849 года — в Дерптском университете, где изучал богословие. Не имея средств к жизни, он, еще будучи студентом, выдержал при богословском факультете экзамен по библейской истории и катехизису на право преподавания в начальных школах и этим поддерживал своё существование. По окончании в 1853 году Дерптского университета со степенью кандидата богословия он определился старшим учителем Закона Божия и еврейского языка в Дерптскую гимназию, где преподавал до 1866 года. 
В 1857—1865 годах И.-М. Люткенс был пастором-адъюнктом при Университетской церкви (в 1866—1875 — настоятель), в 1858 году выдержал магистерский экзамен и после защиты диссертации «Luthers Prädestinationslehre im Zusammenhange mit seiner Lehre vom freien Willen geschichtlich dargestellt» был назначен приват-доцентом Дерптского университета. 
В 1862 году он был командирован с научною целью за границу. Во время пребывания в должности приват-доцента (до 1875 года, когда получил назначение на должность обер-пастора при Рижской церкви Святого Петра) Люткенс читал лекции по всем областям богословия и имел большое и глубокое влияние на слушателей. В 1872 году был произведён в чин статского советника.
По предложению богословского факультета, 25 октября 1883 года Дерптский университет присвоил ему звание почётного доктора богословия «honoris causa». 
Кроме отдельно изданных трудов (см. раздел Библиография) Люткенсом был помещён ряд критических статей в «Mitteilungen und Nachrichten für die evangelische Kirche Russlands»: «Zum h. Vaterunser. Einleitende Betrachtungen zu einer Erklärung desselben» (1892).
Был дважды женат.
Скончался в Риге 28 октября (9 ноября) 1894 года.